# ایستگاه کاماتا (توکیو)
ایستگاه کاماتا (به ژاپنی: 蒲田駅 Kamata-eki) یک ایستگاه راه‌آهن واقع در اوتا، توکیو است که توسط شرکت راه‌آهن شرق ژاپن و یک شرکت راه‌آهن خصوصی بنام شرکت راه‌آهن توکیو اداره می‌شود.